# Virginia Weidlerová
Virginia Anna Adeleid Weidlerová (21. března 1927 – 1. července 1968) byla americká dětská herečka, která působila u několika hollywoodských studií během 30. a první poloviny 40. let.

## Život

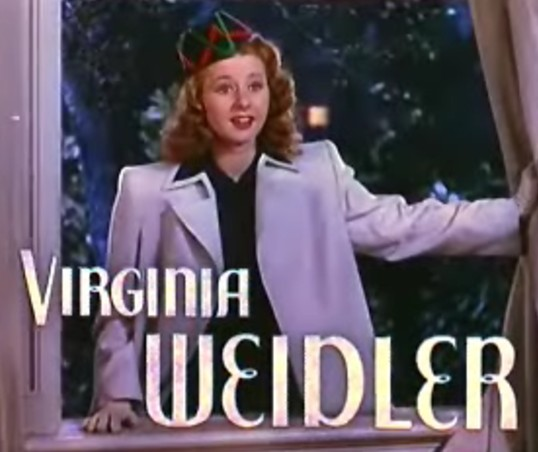
Virginia Weidlerová ve svém posledním filmu Best Foot Forward (1943)

### Dětství a kariéra
Narodila se 21. března 1927 ve městě Los Angeles ve čtvrti Eagle Rock jako nejmladší dcera ze šesti dětí Alfreda Weidlera a Margaret Weidlerové (rodným jménem Radonová). Oba její rodiče pocházeli z Německa, kde se vzali a kde se jim také narodily první čtyři děti. V roce 1923 se však rozhodli emigrovat do Spojených států. Virginiin otec působil jako architekt a její matka byla (před emigrací) operní pěvkyně.
V uměleckém směru následovala své bratry (všichni tři byli herci) a již ve čtyřech letech debutovala nepřipsanou rolí ve filmu Surrender (1931) u studia 20th Century Fox. O tři roky později se dočkala i své první připsané role, a to v komedii Mrs. Wiggs of the Cabbage Patch (1934), kde ztvárnila roli dcery Pauline Lordové. V té době již měla smlouvu se studiem Paramount Pictures, ale to ji také na několik snímků zapůjčilo studiu RKO Pictures. Mezi její nejznámější filmy v produkci těchto studií patří například dramata Laddie a Freckles (oba 1935), komedie Girl of the Ozarks (1936) či dobrodružný film Loď ztracených duší (1937).
Zlom v její kariéře nastal v roce 1938, kdy jí studio Paramount neprodloužilo smlouvu, ale zájem o ni projevilo studio Metro-Goldwyn-Mayer (MGM), kde její herecká kariéra začala konečně vzkvétat. Jejím prvním filmem v produkci MGM se stala romantická komedie Love Is a Headache (1938), kde se blýskla po boku Mickeyho Rooneyho. V roce 1939 Virginia ukázala, že kromě komedií dokáže zářit také v dramatech a snímek Bad Little Angel, kde hrála v hlavní roli sirotka Patsy Sandersonovou zaznamenal taktéž velký úspěch. 
Mezi její další velké snímky se jistě řadí romantická komedie Příběh z Filadelfie (1940), kde si zahrála svéráznou Dinah Lordovou po boku Caryho Granta a Katharine Hepburnové. Po pěti úspěšných letech u studia MGM se však rozhodla po komedii Best Foot Forward (1943) svou hereckou kariéru ukončit. Ve věku 16 let tak završila svou dvanáctiletou kariéru, během níž se objevila ve více než 40 filmech a zahrála si po boku několika tehdejších hollywoodských hvězd včetně Clarka Gablea, Bette Davisové, Myrny Loyové, Normy Shearerové i Judy Garlandové.

### Osobní život
Poté, co opustila stříbrné plátno, věnovala se několik let divadlu a v roce 1947 se provdala za námořního důstojníka Lionela Krisela, se kterým se jí narodili synové Ron a Gary. Po zbytek svého života už neposkytla žádné rozhovory s novináři a poté, co onemocněla srdeční chorobou, zemřela 1. července 1968 na infarkt. Bylo jí pouhých 41 let.
Přestože se ve výdělcích a sledovanosti nemohla rovnat jiným dětským hvězdám jako byla například Shirley Templeová nebo Jane Withersová, dodnes má spoustu zastánců a fanoušků, kteří k uctění jejího života a kariéry dokonce založili spolek Virginia Weidler Remembrance Society.

## Filmografie (výběr)

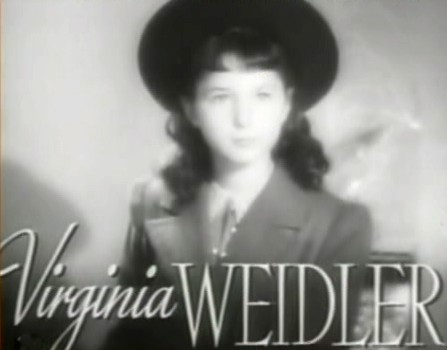
Virginia Weidlerová ve filmu The Women (1939)

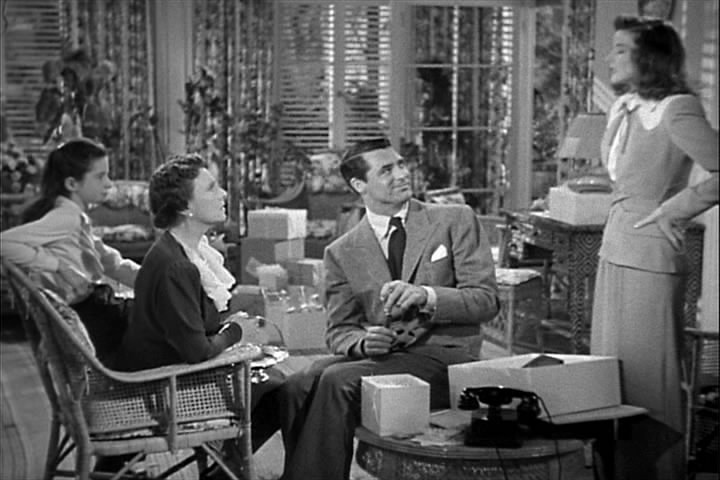
Virginia Weidlerová (nejvíce vlevo) s Mary Nashovou, Carym Grantem a Katharine Hepburnovou

- 1934 Long Lost Father (komedie, režie Ernest B. Schoedsack)
- 1934 Stamboul Quest (thriller, režie Sam Wood)
- 1935 Laddie (drama, režie George Stevens)
- 1935 Freckles (drama , režie Edward Killy a William Hamilton)
- 1935 Peter Ibbetson (romantický film, režie Henry Hathaway)
- 1936 Girl of the Ozarks (komedie, režie Michael L. Simmons, Stuart Anthony a John Bright)
- 1937 Loď ztracených duší (dobrodružná film, režie Henry Hathaway)
- 1938 Začalo to v Šanghaji (komedie, režie Jack Conway)
- 1938 Out West with the Hardys (komedie, režie George B. Seitz)
- 1938 Love Is a Headache (komedie, režie Richard Thorpe)
- 1939 The Lone Wolf Spy Hunt (dobrodružný film, režie Peter Godfrey)
- 1939 The Women (komedie, režie George Cukor)
- 1939 The Great Man Votes (drama, režie Garson Kanin)
- 1939 Fixer Dugan (drama, režie Lew Landers)
- 1939 The Rookie Cop (dobrodružné drama, režie David Howard)
- 1939 Outside These Walls (drama, režie Ray McCarey)
- 1939 Bad Little Angel (drama, režie Wilhelm Thiele)
- 1939 Henry Goes Arizona (western, režie Edwin L. Marin)
- 1940 Mladý Tomáš Edison (drama, režie Norman Taurog)
- 1940 All This, and Heaven Too (drama, režie Anatole Litvak)
- 1940 Gold Rush Maisie (komedie, režie Norman Taurog, Edwin L. Marin a J. Walter Ruben)
- 1940 Příběh z Filadelfie (romantická komedie, režie George Cukor)
- 1941 I'll Wait for You (drama, režie Robert B. Sinclair)
- 1941 Babes on Broadway (muzikál, režie Busby Berkeley)
- 1942 Born to Sing (muzikál, režie Edward Ludwig)
- 1942 This Time for Keeps (romantická komedie, režie Charles Reisner)
- 1943 The Youngest Profession (romantická komedie, režie Edward Buzzell)
- 1943 Best Foot Forward (muzikál, režie Edward Buzzell)